# 富士印刷铝片化工
富士印刷铝片化工有限公司，簡稱富士印刷铝片化工（英語：Fuji Offset Plates Manufacturing Limited，SGX：508），在1982年由日本富士印刷和張騏牧家族創立。
業務在新加坡、馬來西亞等地區經營及銷售各類印刷產品，包括直接制版、印刷用品等，該股份在1988年5月6日於新加坡交易所創業板（凱利板前身）上市。總部位於No. 2, Jalan Rajah #06-26/28, Golden Wall Flatted Factory, Singapore  329134。

## 連結
- FOPGroup.com （页面存档备份，存于）